# Sam Jones (DJ)
Sam Jones (* 1993 in Swansea) ist ein walisischer DJ und Musikproduzent aus Swansea. Er produziert u. a. in den Genres Trance und Techno, vor allem aber im Grenzbereich, dem Tech Trance. Seine Tracks zeichnen sich durch eine extreme Komplexität und vielfältigsten Einsatz von Samples aus.

## Karriere
Im Alter von 17 Jahren wurde Simon Foy beim Inside Out Festival auf Sam Jones aufmerksam. Dieser ermöglichte Sam Jones einen Einstieg in die Clubs des Vereinigten Königreichs. Durch Unterstützung von namhaften DJs wie Ferry Corsten, Aly & Fila, John O’Callaghan, Simon Patterson, Jordan Suckley, Bryan Kearney und Sneijder konnte er weitere Erfahrungen sammeln und erreichte so 2014 mit Buckle Up erstmals die Top 10 der Beatport Trance Charts; 2015 gelang ihm mit Let Loose sogar der Sprung auf Platz 3.
Mit Releases auf namhaften Labels wie Armada Music, Black Hole Recordings, Kearnage Recordings und Damaged Records ist Sam Jones zweifelsfrei dem Tech Trance zuordnen und gehört mit Will Atkinson, Shugz, Will Rees oder The Noble Six zu den führenden Nachwuchs-DJs der Szene. Seine Musik zeichnet sich durch hohe Komplexität und exzessive Verwendung von Samples aus, weshalb ihm eine Pionierposition innerhalb der Tech-Trance-Szene zuteilwird.
Sam Jones legte seit 2015 jährlich auf der Luminosity auf.

„I feel I just heard ten tunes in one.“

„An exciting talent with a very bright future ahead of him.“

## Singles
(Quelle: Beatport)
- 2014: Sam Jones & Will Rees - Fire Drill (Original Mix) [Damaged]
- 2014: Sam Jones - Buckle Up (Original Mix) [Kearnage]
- 2015: Sam Jones & Will Rees - Oversight (Original Mix) [Kearnage]
- 2015: Sam Jones - Let Loose (Original Mix) [Kearnage]
- 2015: Sam Jones - Charlie Charlie (Original Mix) [Damaged]
- 2015: Jordan Suckley & Sam Jones - Hijacker [Damaged]
- 2016: Sam Jones - Brainstorm (Original Mix) [Kearnage]
- 2016: Sam Jones - Unknown (Original Mix) [Damaged]
- 2017: Sam Jones - Freakout (Original Mix) [Damaged]
- 2017: Sam Jones - Good Love (Original Mix) [Kearnage]

## Remixes
(Quelle: Beatport)
- 2013: Bryan Kearney - Stealth Bomber (Sam Jones & Will Rees Remix) [Kearnage]